# النوابة (الحصن)

تعديل مصدري - تعديل

النوابة هي إحدى قرى عزلة اليمانية العليا بمديرية الحصن التابعة لمحافظة صنعاء، بلغ تعداد سكانها 666 نسمة حسب تعداد اليمن لعام 2004.